# No Frost

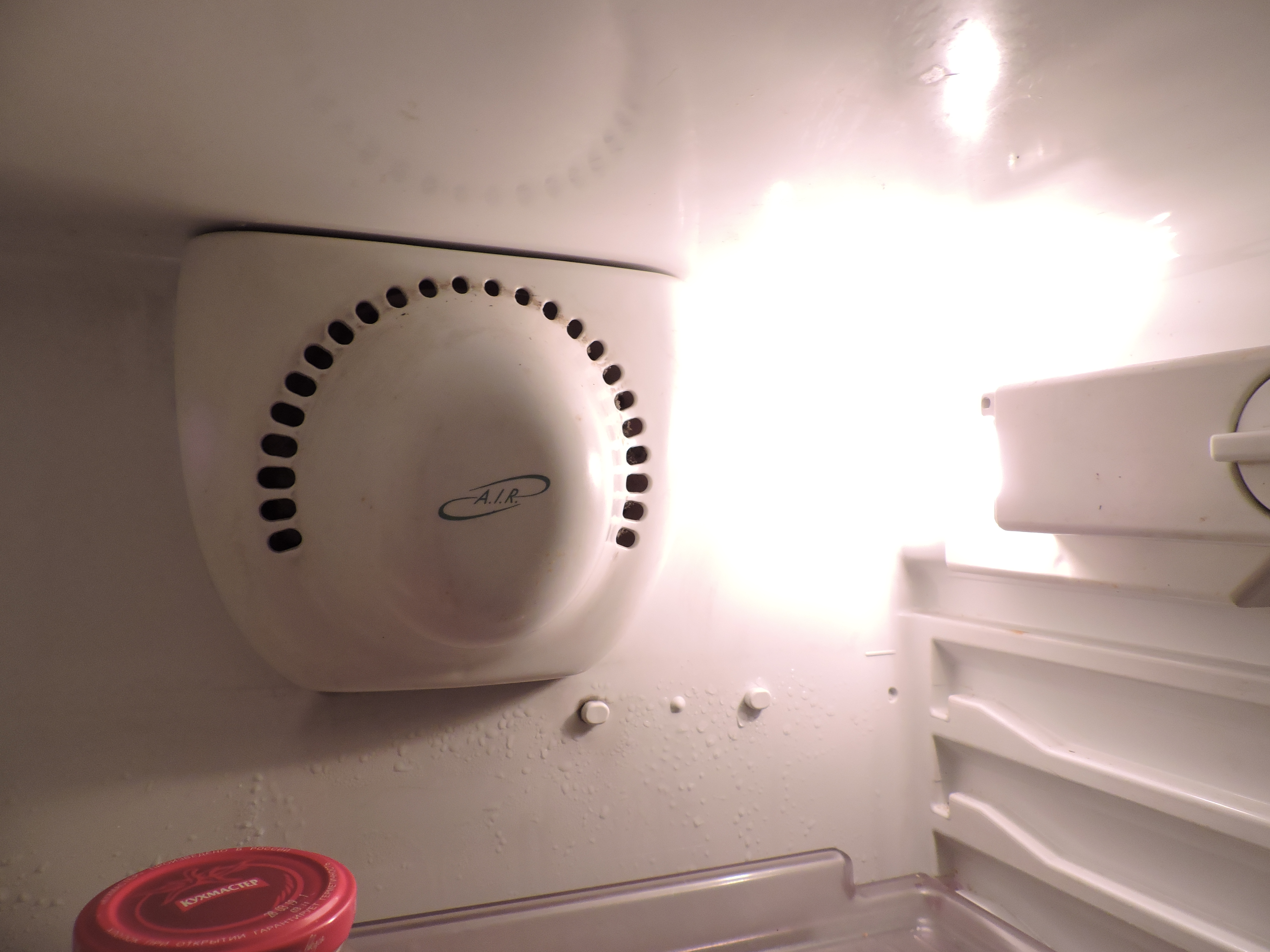
Ventola di un sistema No Frost in un frigorifero domestico

Il sistema No Frost, Frost Free, Frostless o sbrinamento automatico è un meccanismo che esegue regolarmente lo sbrinamento dell'evaporatore all'interno di un congelatore.

## Funzionamento
Il meccanismo No Frost presente in un congelatore riscalda l'elemento refrigerante (evaporatore) per un certo periodo di tempo, in modo da sciogliere il ghiaccio che vi si è formato sopra. L'acqua derivante viene raccolta in una vaschetta installata sul compressore, in modo che il calore da esso generato ne velocizzi l'evaporazione.
Il sistema viene regolato da un timer meccanico o elettronico: dopo alcune ore di funzionamento del compressore (ad esempio 8) la resistenza elettrica posta sotto l'evaporatore viene attivata per 15-30 minuti.
L'elemento refrigerante non può essere posto tra i vari scomparti del congelatore, ma deve essere isolato dal resto (in genere nella parte posteriore del congelatore); l'aria viene fatta circolare mediante delle ventole che restano inattive durante la fase di sbrinamento, così da non riscaldare l'intero congelatore. Il ricircolo di aria privata di umidità evita anche la formazione di leggeri strati di brina che si depositerebbe sugli alimenti conservati.
In alternativa, alcuni congelatori utilizzati in ambito commerciale riscaldano l'evaporatore mediante un sistema analogo alla pompa di calore.
Nei modelli combinati (congelatore/frigorifero) dotati di sistema No Frost, l'aria privata di umidità viene inviata dal congelatore allo scompartimento del frigorifero, in modo che anche al suo interno non si formi condensa e che i cibi vengano conservati meglio.

## Vantaggi
- Nessuna necessità di dover spegnere il congelatore per sbrinarlo
- Migliore efficienza a causa dell'assenza di strati isolanti di ghiaccio sugli elementi termici
- Assenza di brina depositata sugli elementi conservati nel congelatore
- Molti cibi congelati non rimangono attaccati tra di loro
- Maggior controllo degli odori

## Svantaggi
- Maggior costo rispetto ad un congelatore tradizionale
- Più probabilità che qualche elemento del congelatore si guasti, a causa della maggior complessità
- Durante la fase di sbrinamento automatico la temperatura del congelatore potrebbe innalzarsi leggermente esponendo potenzialmente i cibi a deterioramenti dovuti ad un parziale scongelamento, quindi ricongelamento.

Nei laboratori i congelatori No Frost non possono essere utilizzati per conservare certe sostanze che soffrono particolarmente le variazioni di temperatura.